# Escuelas Públicas de Topeka
Las Escuelas Públicas de Topeka (Escuelas Públicas de Distrito 501, Inglés: Topeka Public Schools o Unified School District No. 501) es un distrito escolar de Kansas. Tiene su sede en Topeka. TPS, el distrito escolar más grande del Condado de Shawnee, tiene menos de 13.600 estudiantes, más de 1.400 maestros/profesores, y menos de 1.100 empleados de apoyo.

## Escuelas
Escuelas preparatorias:
- Highland Park High School
- Topeka High High School
- Topeka West High School